# Patissa xanthoperas
Patissa xanthoperas là một loài bướm đêm trong họ Crambidae.